# Corydalis wilsonii
Corydalis wilsonii là một loài thực vật có hoa trong họ Anh túc. Loài này được N.E.Br. mô tả khoa học đầu tiên năm 1903.

## Hình ảnh

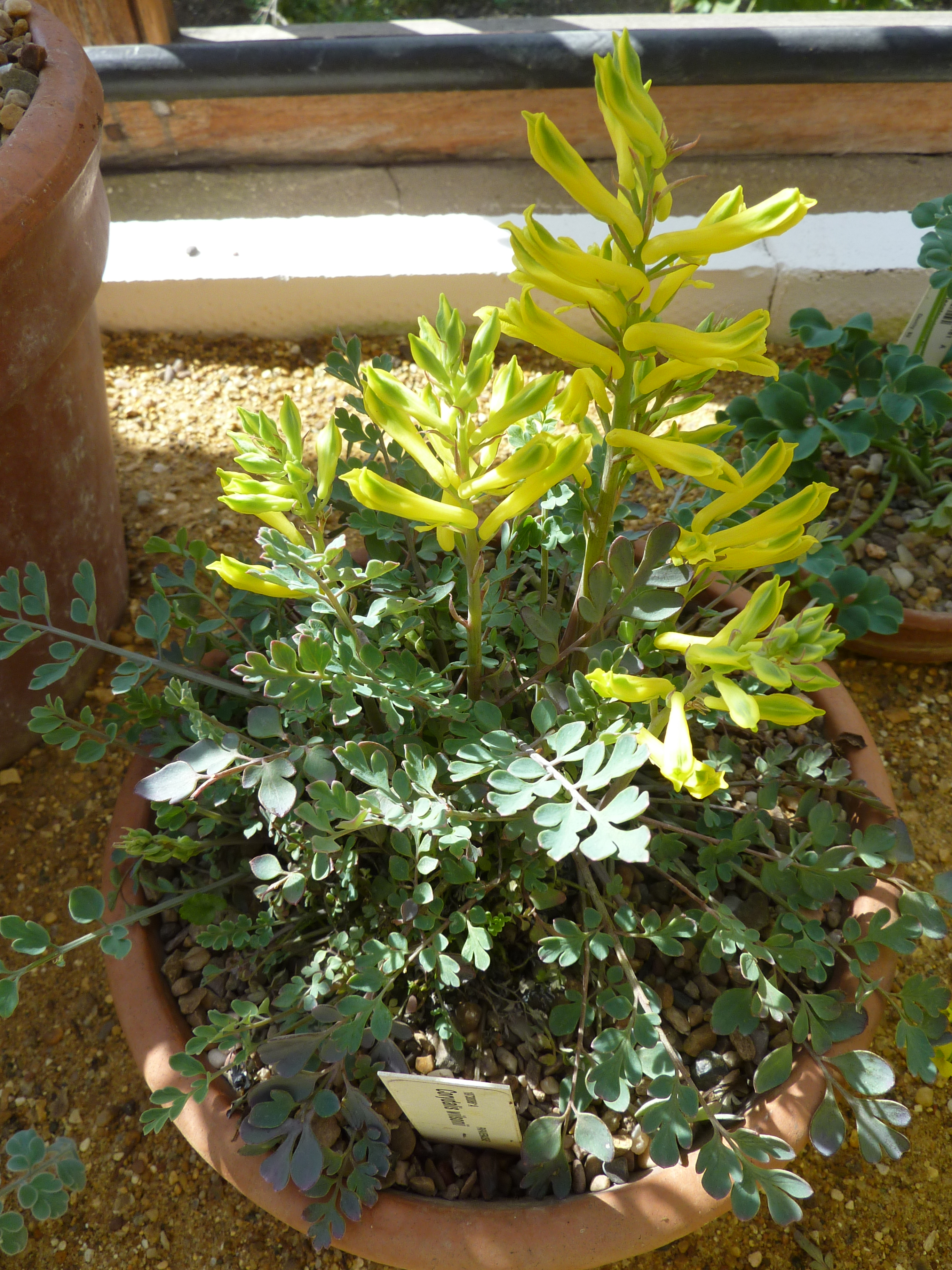